# Adorf (Vogtl) (stacja kolejowa)
Adorf (Vogtl) (niem: Bahnhof Adorf (Vogtl)) – stacja kolejowa w Adorf/Vogtl., w kraju związkowym Saksonia, w regionie Vogtland, w Niemczech. Znajduje się na linii Plauen – Cheb. Jest lokalnym węzłem kolejowym, gdzie kończy się linia z Chemnitz.
Według klasyfikacji Deutsche Bahn posiada kategorię 5.

## Linie kolejowe
- Aš – Adorf - nieczynna
- Chemnitz – Adorf
- Plauen – Cheb